# 輝特南旗
輝特南旗是青海蒙古旧旗名，札薩克貝子品級輔國公游牧。清雍正三年，部族首領貢格受封為札薩克一等台吉，俗稱端達哈公。初編150餘戶，原駐牧於今共和縣尕海灘一帶，後一部分移居湟源縣境，一部分移居恰卜恰地區。

## 沿革
辉特部的一支在第巴统领下于清康熙年间徙移于青海，依附和硕特部。第巴有子五人，其第四子曰貢格。雍正元年（1723年），羅卜藏丹津脅之叛，不從。率昆弟子迎降大軍，助剿逆黨。三年（1725年），授札薩克一等台吉。九年（1731年），晉封輔國公。乾隆四十七年（1782年），詔世襲罔替。五十六年（1791年），貢格曾孫達瑪琳復因大兵征廓爾喀，巡綽台站勞，賞貝子品級。牧地當巴彥諾爾之南。東至巴彥諾爾東山木魯，南至窩蘭布拉克僧里鄂博哈立噶圖，西至博爾楚爾哈立噶圖河，北至納蘭薩蘭。佐領一。
其族有濟克札布者與附牧喀爾喀之輝特輔國公噶勒丹達爾扎同祖，以羅布藏丹津擾其牧，徙屬就之，余仍留處青海。牧地當巴彥諾爾之南（諾爾在青海東南，周四十餘里。案圖諾爾水西北流出屈曲三十餘里，人和爾必拉），東至巴顏諾爾東山木魯，接西寧府邊外界；南至窩蘭布拉克僧格里鄂博爾哈拉噶圖，接和碩特南右翼末旗界；西至博爾楚爾哈立噶圖河，接和碩特南右翼末旗界；北至納蘭薩蘭，接和碩特南左翼末旗界。道光二年六月初二日給貝勒特里巴勒珠爾等六旗游牧案內：「公林沁望舒克呈繳原牧四至，東至察罕托洛海，南至賀托賀爾希里克，西至噯凌塔拉，北至免爾哈圖為界。此西北一帶，該本旗現住牧」。移至「公依什達爾濟游牧內：西至敦撻贊木為界，東至托彥贊木為界，南至敦撻贊木山樑為界，北至倒淌河沿為界」。宣統二年正月十六日《青海各扎薩克駐所四至清摺》案內：「公班旺扎勒，指定青海迤南巴彥諾爾，東至巴彥諾爾山樑，西至博勒普川哈爾噶河這邊，南至鄂倫布拉克僧勒俄博以上哈爾噶河之北一帶游牧。」現牧地在共和縣恰卜恰一帶。

## 歷任札薩克
| 世代   | 姓名         | 襲爵年份        | 註釋 |
| ------ | ------------ | --------------- | --- |
| 一次襲 | 納罕塔爾巴   | 乾隆二十年      | 貢格長子，乾隆二十年襲札薩克輔國公，三十五年（1770年）卒。                                                                                       |
| 二次襲 | 旺扎勒敦多布 | 乾隆三十五年    | 納罕塔爾巴長子，乾隆三十五年襲札薩克輔國公。乾隆四十七年，詔世襲罔替。是年（1782年）卒。                                                         |
| 三次襲 | 達瑪林       | 乾隆四十七年    | 旺扎勒敦多布長子，乾隆四十七年襲札薩克輔國公，乾隆五十六年（1791年）因大兵征廓爾喀，達瑪林帶兵巡綽台站有勞績，賜貝子品級。嘉慶二年（1797年）卒。 |
| 四次襲 | 靈沁旺舒克   | 嘉慶二年        | 達瑪林長子，嘉慶二年襲札薩克貝子品級輔國公。道光二年六月該旗遷徙時尚在世，是年卒。                                                               |
| 五次襲 | 多爾濟沙木   | 道光二年        | 靈沁旺舒克長子，道光二年（1822年）襲札薩克貝子品級輔國公，同治十二年（1873年）卒。有無子嗣不詳。                                                 |
| 六次襲 | 車林端多布   | 同治十二年      | 靈沁旺舒克次子，多爾濟沙木弟。同治十二年（1873年）襲札薩克貝子品級輔國公，光緒二十九年（1903年）卒。                                             |
| 七次襲 | 班瑪旺濟勒   | 光緒三十一年    | 車林端多布子，生於光緒二十年（1874年）。光緒三十一年（1905年）襲札薩克輔國公，貝子品級。民國二年晉封鎮國公。                                     |
| 八次襲 | 吉莫多結     | 民國29年4月19日 | 吉穆多爾吉 |